# Eleccions a l'Assemblea de Madrid de 1991
Les eleccions a l'Assemblea de Madrid de 1991 van tindre lloc el 26 de maig de dit any. Es van elegir 103 diputats.

## Resultats
Vots i escons per candidatura.
| Llista                                            | Vots      | %                     | Escons                |
| ------------------------------------------------- | --------- | --------------------- | --------------------- |
| Partit Popular (PP)                               | 956.865   | 42,67                 | 47                    |
| Partit Socialista Obrer Espanyol (PSOE)           | 820.510   | 36,59                 | 41                    |
| Esquerra Unida (IU)                               | 270.558   | 12,07                 | 13                    |
| Centre Democràtic i Social (CDS)                  | 75.081    | 3,35                  | 0                     |
| Els Verds (LV)                                    | 35.095    | 1,57                  | 0                     |
| Els Ecologistes (LE)                              | 12.897    | 0,58                  | 0                     |
| Unió Vert (UVE)                                   | 8.903     | 0,40                  | 0                     |
| Partit Regional Independent Madrileny (PRIM)      | 7.883     | 0,35                  | 0                     |
| Partit Socialista dels Treballadors (PST)         | 7.736     | 0,34                  | 0                     |
| Partit de Madrid (PAM)                            | 4.382     | 0,20                  | 0                     |
| Convergencia de Candidaturas Independientes (CCI) | 2.248     | 0,10                  | 0                     |
| Partit Obrer Revolucionari d'Espanya (PORE)       | 2.187     | 0,10                  | 0                     |
| Agrupació Independent d'Aranjuez (AIA             | 1.899     | 0,08                  | 0                     |
| Aliança per la República (AR)                     | 1.891     | 0,8                   | 0                     |
| Coalició Plataforma d'Esquerra (PI)               | 1.847     | 0,08                  | 0                     |
| Acció Republicana Unida (ARU)                     | 1.346     | 0,06                  | 0                     |
| Unitat Centrista Madrilenya (UCM)                 | 1.329     | 0,06                  | 0                     |
| Integració Generacional (IG)                      | 815       | 0,04                  | 0                     |
| Vots en blanc                                     | 28.872    |                       | n/a                   |
| Vots vàlids                                       | 2.242.344 | 100,00                | 103                   |
| Vots nuls                                         | 10.964    | Participació: 58,67 % | Participació: 58,67 % |
| Votants                                           | 2.251.613 | Participació: 58,67 % | Participació: 58,67 % |
| Electors                                          | 3.837.680 | Participació: 58,67 % | Participació: 58,67 % |

## Diputats escollits
Relació de diputats proclamats electes.
| #   | Nom                                       | Llista | Llista |
| --- | ----------------------------------------- | ------ | ------ |
| 1   | Alberto Ruiz-Gallardón Jiménez            |        | PP     |
| 2   | Joaquín Leguina Herrán                    |        | PSOE   |
| 3   | Luis Eduardo Cortés Muñoz                 |        | PP     |
| 4   | Jose Teófilo Serrano Beltrán              |        | PSOE   |
| 5   | Antonio Germán Beteta Barreda             |        | PP     |
| 6   | Ramón Espinar Gallego                     |        | PSOE   |
| 7   | Isabel Vilallonga Elviro                  |        | IU     |
| 8   | Juan Van-Halen Acedo                      |        | PP     |
| 9   | Francisco Cabaco López                    |        | PSOE   |
| 10  | Pedro Núñez Morgades                      |        | PP     |
| 11  | Marcos Sanz Agüero                        |        | PSOE   |
| 12  | Jesús Pedroche Nieto                      |        | PP     |
| 13  | Jaime Lissavetzky Díez                    |        | PSOE   |
| 14  | Carmen Álvarez-Arenas Cisneros            |        | PP     |
| 15  | Luis Alonso Novo                          |        | IU     |
| 16  | Pío García-Escudero Márquez               |        | PP     |
| 17  | Agapito Ramos Cuenca                      |        | PSOE   |
| 18  | Bonifacio de Santiago Prieto              |        | PP     |
| 19  | Pilar Fernández Rodríguez                 |        | PSOE   |
| 20  | José López López                          |        | PP     |
| 21  | José Luis Fernández Rioja                 |        | PSOE   |
| 22  | María Teresa Martínez Pardo               |        | IU     |
| 23  | José Martín-Crespo Díaz                   |        | PP     |
| 24  | Juan Antonio Barrio de Penagos            |        | PSOE   |
| 25  | Francisco Javier Rodríguez Rodríguez      |        | PP     |
| 26  | Dolores García-Hierro Caraballo           |        | PSOE   |
| 27  | Ana Mato Adrover                          |        | PP     |
| 28  | Felisa Romero Verdugo                     |        | PSOE   |
| 29  | Pedro Argüelles Salaverría                |        | PP     |
| 30  | Pedro Díez Olazábal                       |        | IU     |
| 31  | María Teresa García-Siso Pardo            |        | PP     |
| 32  | Francisca Sauquillo Pérez del Arco        |        | PSOE   |
| 33  | Luis Manuel Partida Brunete               |        | PP     |
| 34  | Fernando Abad Bécquer                     |        | PSOE   |
| 35  | Julio Pacheco Benito                      |        | PP     |
| 36  | Alejandro Lucas Fernández Martín          |        | PSOE   |
| 37  | José Antonio Moral Santín                 |        | IU     |
| 38  | Ismael Bardisa Jordá                      |        | PP     |
| 39  | Javier Ledesma Bartret                    |        | PSOE   |
| 40  | Laura de Esteban Martín                   |        | PP     |
| 41  | Juan Antonio Ruiz Castillo                |        | PSOE   |
| 42  | Jose María de Federico y Corral           |        | PP     |
| 43  | Juan Sánchez Fernández                    |        | PSOE   |
| 44  | Cándida O'Shea Suárez-Inclán              |        | PP     |
| 45  | María Teresa Nevado Bueno                 |        | IU     |
| 46  | Fernando Utande Martínez                  |        | PP     |
| 47  | Adolfo Piñedo Simal                       |        | PSOE   |
| 48  | Jesús Adriano Valverde Bocanegra          |        | PP     |
| 49  | José Ramón García Menéndez                |        | PSOE   |
| 50  | José Antonio Bermúdez de Castro Fernández |        | PP     |
| 51  | Ángel Luis del Castillo Gordo             |        | PSOE   |
| 52  | Salvador Torrecilla Montal                |        | IU     |
| 53  | María Teresa de Lara Carbó                |        | PP     |
| 54  | Eduardo García Fernández                  |        | PSOE   |
| 55  | Tomás Burgos Beteta                       |        | PP     |
| 56  | Jesús Santisteban Sáez                    |        | PSOE   |
| 57  | Manuel Cobo Vega                          |        | PP     |
| 58  | Pablo Luis Corbalán Marlasca              |        | PSOE   |
| 59  | Juan Soler-Espiauba Gallo                 |        | PP     |
| 60  | Adolfo de Luxán Meléndez                  |        | IU     |
| 61  | Pedro Calvo Poch                          |        | PP     |
| 62  | Carmen Ferrero Torres                     |        | PSOE   |
| 63  | Ignacio del Río García de Sola            |        | PP     |
| 64  | Juan Manuel Corvo González                |        | PSOE   |
| 65  | Fermín Lucas Giménez                      |        | PP     |
| 66  | José Luis García Alonso                   |        | PSOE   |
| 67  | Francisco Javier Doz Orrit                |        | IU     |
| 68  | Manuel José Rodríguez González            |        | PP     |
| 69  | Timoteo Mayoral Marqués                   |        | PSOE   |
| 70  | Blanca Nieves de la Cierva y de Hoces     |        | PP     |
| 71  | Eulalia García Sánchez                    |        | PSOE   |
| 72  | Eduardo Duque Fernández de Pinedo         |        | PP     |
| 73  | Berta Labarga Bustos                      |        | PSOE   |
| 74  | José Luis Álvarez de Francisco            |        | PP     |
| 75  | Jaime Ramón Ruiz Reig                     |        | IU     |
| 76  | Paloma Fernández-Fontecha Torres          |        | PP     |
| 77  | Manuel Jesús Casero Nuño                  |        | PSOE   |
| 78  | Jose María de la Torre y Montoro          |        | PP     |
| 79  | Hilario Correa Rodríguez                  |        | PSOE   |
| 80  | Roberto Sanz Pinacho                      |        | PP     |
| 81  | José Antonio Saínz García                 |        | PSOE   |
| 82  | Juan Antonio Candil Martín                |        | IU     |
| 83  | Pilar Busó Borus                          |        | PP     |
| 84  | Elvira Domingo Ortiz                      |        | PSOE   |
| 85  | Tomás Casado González                     |        | PP     |
| 86  | Jesús Pérez González                      |        | PSOE   |
| 87  | José Luis Moreno Casas                    |        | PP     |
| 88  | Máximo Alonso Arranz                      |        | PSOE   |
| 89  | Guillermo Jiménez Ramos                   |        | PP     |
| 90  | Adolfo Gilaberte Fernández                |        | IU     |
| 91  | Carmen Torralba González                  |        | PP     |
| 92  | Matías Castejón Núñez                     |        | PSOE   |
| 93  | Salvador Cardenete Ros                    |        | PP     |
| 94  | Valentín Gómez García                     |        | PSOE   |
| 95  | Alberto López Viejo                       |        | PP     |
| 96  | Rafael de Lorenzo García                  |        | PSOE   |
| 97  | Asunción López Blanco                     |        | IU     |
| 98  | Cristina Cifuentes Cuencas                |        | PP     |
| 99  | María Serrano Fernández                   |        | PSOE   |
| 100 | José Luis Navarro Coronado                |        | PP     |
| 101 | Alfonso Sacristán Alonso                  |        | PSOE   |